# Waskemeer
Waskemeer est un village situé dans la commune néerlandaise d'Ooststellingwerf, dans la province de la Frise. Le 1er janvier 2008, le village comptait 880 habitants.
Avant 1954, le village de Waskemeer n'était qu'un hameau dépendant de Haulerwijk, appelé Haulerwijk-Beneden (Haulerwijk-d'En-Bas)